# Oryctanthus costulatus
Oryctanthus costulatus är en tvåhjärtbladig växtart som beskrevs av C.T. Rizzini. Oryctanthus costulatus ingår i släktet Oryctanthus och familjen Loranthaceae. Inga underarter finns listade i Catalogue of Life.